# Alexander Wassiljewitsch Toptschijew
Alexander Wassiljewitsch Toptschijew (russisch Александр Васильевич Топчиев; * 27. Julijul. / 9. August 1907greg. in Michailowka, Oblast des Don-Heeres; † 27. Dezember 1962 in Moskau) war ein sowjetischer Petrochemiker.

## Leben
1930 graduierte er vom Moskauer Institut für chemische Technologie. Toptschijew wurde 1949 in die Akademie der Wissenschaften der UdSSR gewählt. Von 1958 bis 1962 war er Vizepräsident der Akademie. Sein Hauptwerk liegt im Bereich der Petrochemie, Halogenierung, Alkylierung und Kohlenstoffchemie. Er war unter anderem der erste Chefredakteur der Fachzeitschrift Petroleum Chemistry (Neftekhimiya).
Er erhielt zahlreiche staatliche Auszeichnungen: Leninpreis (1962), Staatspreis der UdSSR (1950), Leninorden (1953, 1957), Orden des Roten Banners der Arbeit (1944, 1945) und andere. Das ehemalige Erdölinstitut der UdSSR trägt heute seinen Namen. Toptschijew war ein Kämpfer für Frieden und internationale Zusammenarbeit.

## Werke
(in englischer Übersetzung)
- Polyolefines (1962)
- Radiolysis of Hydrocarbons (1964)